# PDP-15

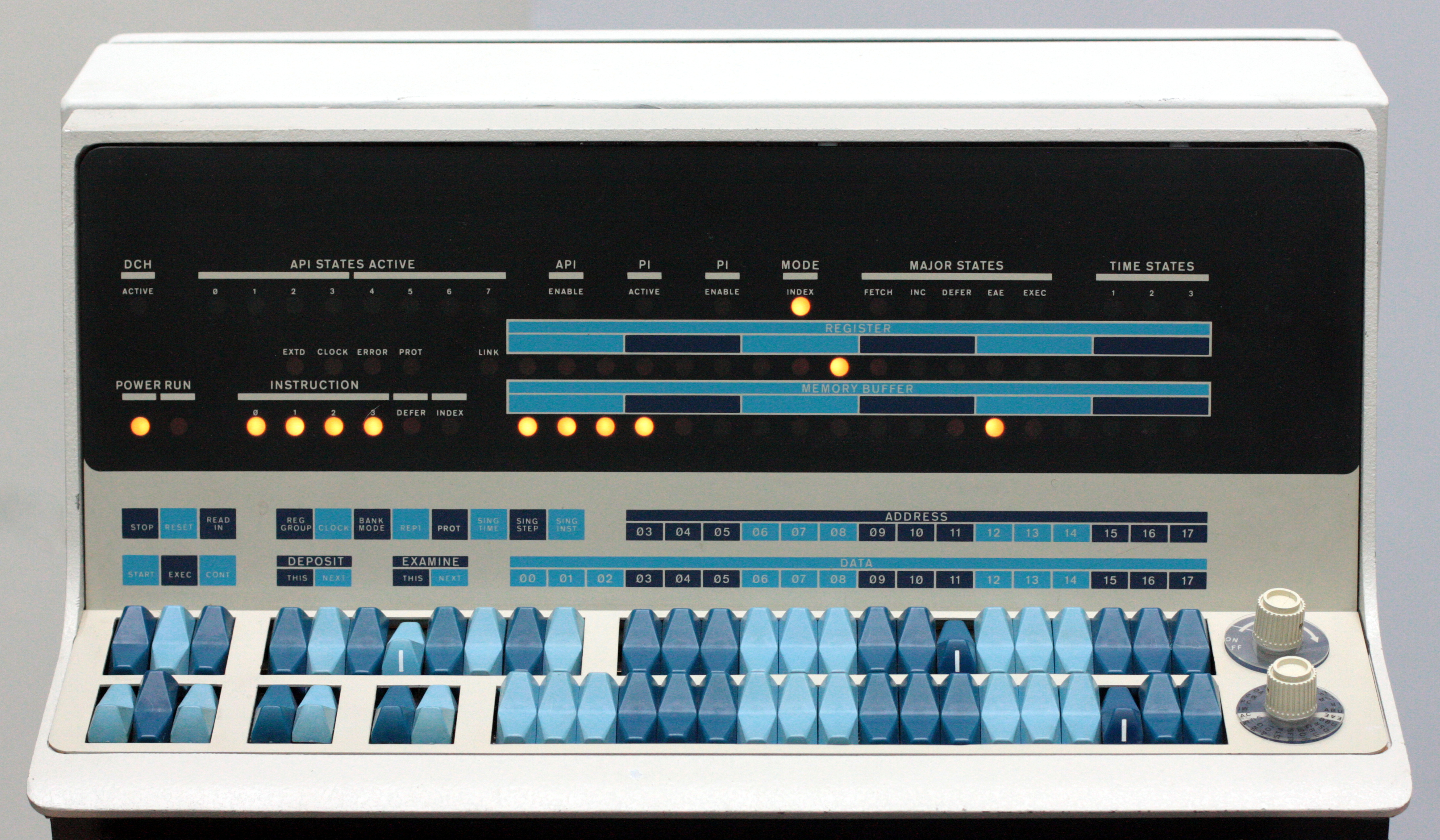
PDP-15 console

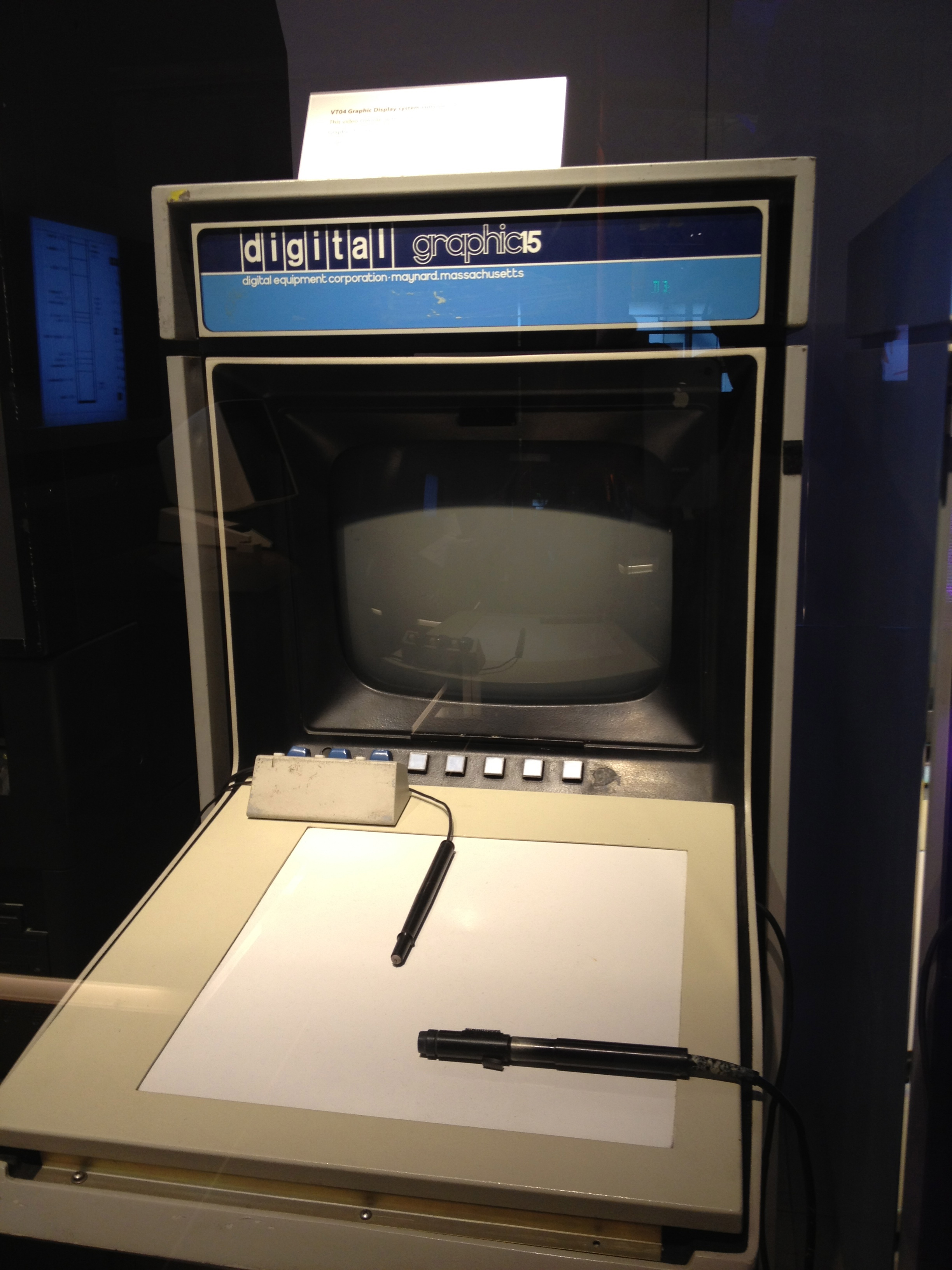
PDP-15 grafische terminal met lichtpen en grafisch tableau

De PDP-15 was de vijfde en laatste van de 18 bit-minicomputers die door Digital Equipment Corporation (DEC) geproduceerd werden als onderdeel van de PDP-serie. De PDP-15 werd geïntroduceerd in 1970 als opvolger van de PDP-9 (en 9/L).

## Hardware
De PDP-15 was DEC's enige 18-bits machine die opgebouwd was uit TTL-geïntegreerde schakelingen in plaats van discrete transistoren. Het systeem kon uitgerust worden met een optionele vector graphics terminal, een hardware zwevendekommamodule en tot 128K woorden kerngeheugencapaciteit (288 kB).
In tegenstelling tot zijn voorgangers werd voor de PDP-15 van bij het begin beslist om een modellenreeks aan te bieden met verschillende mogelijkheden:
- PDP-15/10: 4K woorden kerngeheugen en ponsband
- PDP-15/20: 8K woorden kerngeheugen en DECtape
- PDP-15/30: 16K woorden kerngeheugen, geheugenbescherming en een foreground/background monitor
- PDP-15/35: PDP-15/30 met een 524K woorden fixed-head harde schijf
- PDP-15/40: 24K woorden kerngeheugen
- PDP-15/50: 16K woorden kerngeheugen
- PDP-15/76: dual-processor systeem (PDP-15/40 met een PDP-11 frontend) waarbij de PDP-11 gebruikt werd om randapparatuur aan te sturen, wat het gebruik van Unibus-randapparatuur mogelijk maakte.[4]

## Software
De besturingsystemen die DEC leverde voor de PDP-15 waren DECsys, RSX-15, DOS-15 en XVM/RSX. Er was ook een batchverwerkingssysteem BOSS-15 beschikbaar.
Het eerste door DEC geleverde besturingssysteem dat beschikbaar was voor de PDP-15 was DECsys, een interactief single-user systeem. Deze software werd geleverd op een DECtape magneetband, waarvan kopieën werden gemaakt voor elke gebruiker. De gebruiker kon vervolgens zijn persoonlijke programma's en data aan deze gekopieerde DECtape toevoegen. Een tweede DECtape werd gebruikt als tijdelijke opslagruimte door de assembler en de Fortran-compiler.
RSX-15, een realtimebesturingssysteem, werd in 1971 door DEC uitgebracht. Het systeem ondersteunt multitasking waarbij verschillende programma's tegelijkertijd het geheugen, opslagapparaten en andere onderdelen van het systeem kunnen gebruiken.
In 1972 werd DOS-15 uitgebracht door DEC, specifiek voor gebruik op PDP-15 systemen die uitgerust zijn met harde schijven.
Latere versies van de PDP-15 konden een multi-user realtimebesturingssysteem draaien genaamd XVM/RSX, een doorontwikkeling van RSX-15. XVM/RSX ondersteunde maximaal zes gelijktijdige teleprinter-gebaseerde gebruikers. XVM-ondersteuning voor de PDP-15/76 omvatte het gebruik van een RK05-schijfstation. Bestaande PDP-15 systemen kon geüpgraded worden naar XVM door een XM15-geheugenprocessor toe te voegen.
Het MUMPS besturingssysteem, dat in 1966 ontwikkeld werd bij MGH in Boston, was ook beschikbaar op de PDP-15. Deze versie van MUMPS is wellicht verloren gegaan.
Naast besturingssystemen waren ook compilers voor Fortran en Algol beschikbaar voor de PDP-15.

## Verkoop
Van de PDP-15 werden 790 exemplaren verkocht. De eerste PDP-15 werd geleverd in februari 1970 en er werden meer dan 400 bestellingen geplaatst binnen de eerste acht maanden. De laatste PDP-15 werd in 1979 geproduceerd.